# Вулиця Івана Франка (Хмельницький)
Ву́лиця Іва́на Франка́ в місті Хмельницькому пролягає центральною частиною міста — від вул. Подільської до колишнього 1-го військового містечка КЕЧ мікрорайону Дубове.

## Історія
Виникла у середині XIX ст., спочатку пролягала лише до залізничного переїзду і мала назву Циганська. Остаточно сформувалася згідно з планом забудови міста від 1888 р., отримавши нову назву — Новобульварна. В 1928 році перейменована на честь одного з місцевих революціонерів — Речка. Від 1946 року має ім'я Івана Франка — письменника та громадського діяча.
Візитівкою вулиці став парк імені Івана Франка, який закладено у 1920-х роках на місці болотистої заводі. Створювався парк за культурно-спортивним напрямком, тому на його території були обладнані численні спортивні майданчики, літній кінотеатр, танцмайданчик, а головну алею прикрасили скульптурами видатних письменників. Нині, після декількох реконструкцій, парк зберіг свій спортивний напрямок. У 2007 році на його території обладнано дитячі майданчики та поставлено пам'ятник Івану Франку.
Навпроти парку височіє міська лазня № 1, яка була побудована у 1929 році та стала першим великим підприємством комунального господарства міста. Вона об'єднувала гарнізонну та громадську лазні, механічну пральню та дезінфекційне відділення.
Ще одна визначна споруда вулиці — Свято-Георгієвська церква. Храм споруджено у 1897—1898 роках для полкової церкви 46-го Дніпровського полку. В радянські часи храм був закритий. Богослужіння поновлено у 1996 році.

## Галерея

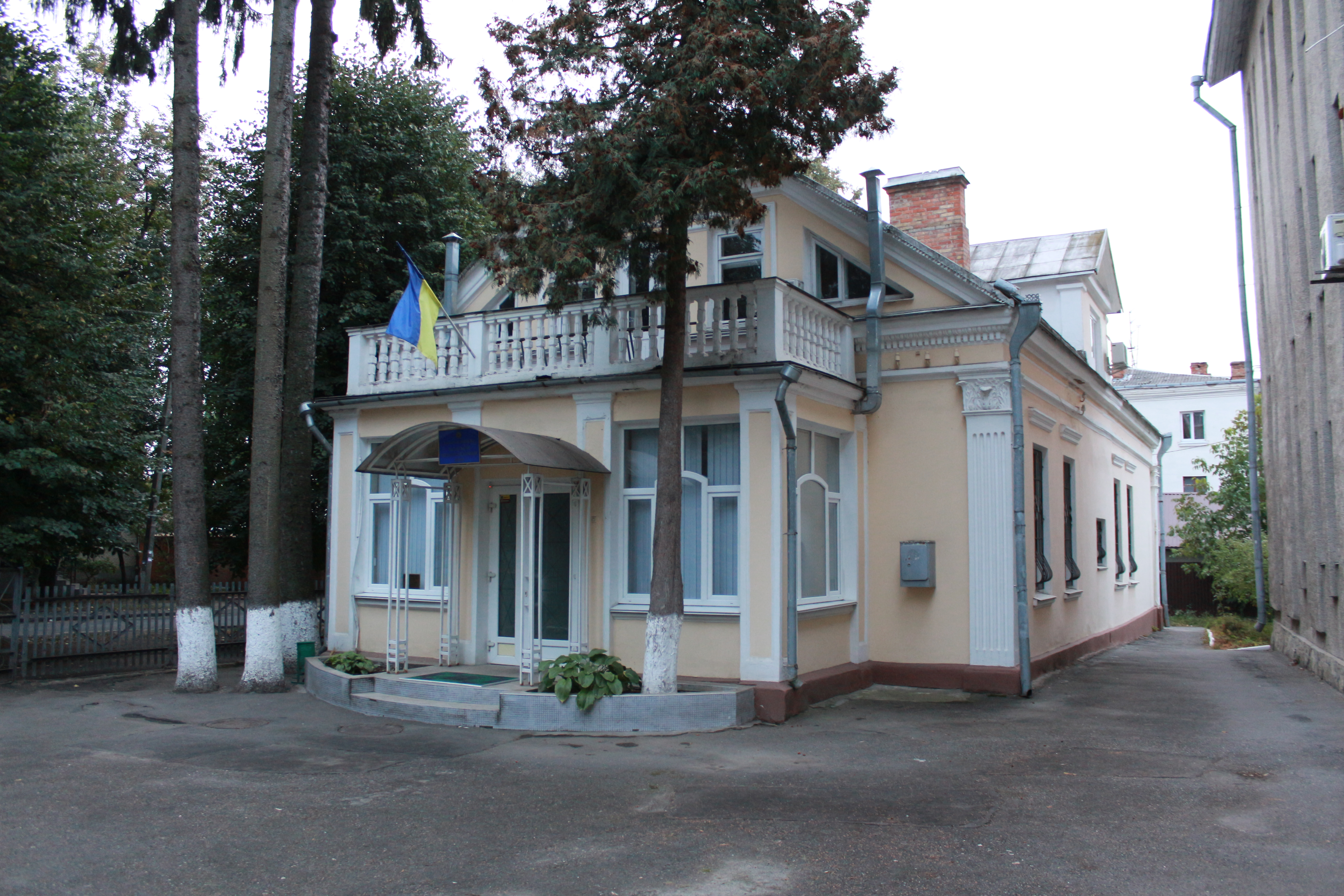
Франка, 2
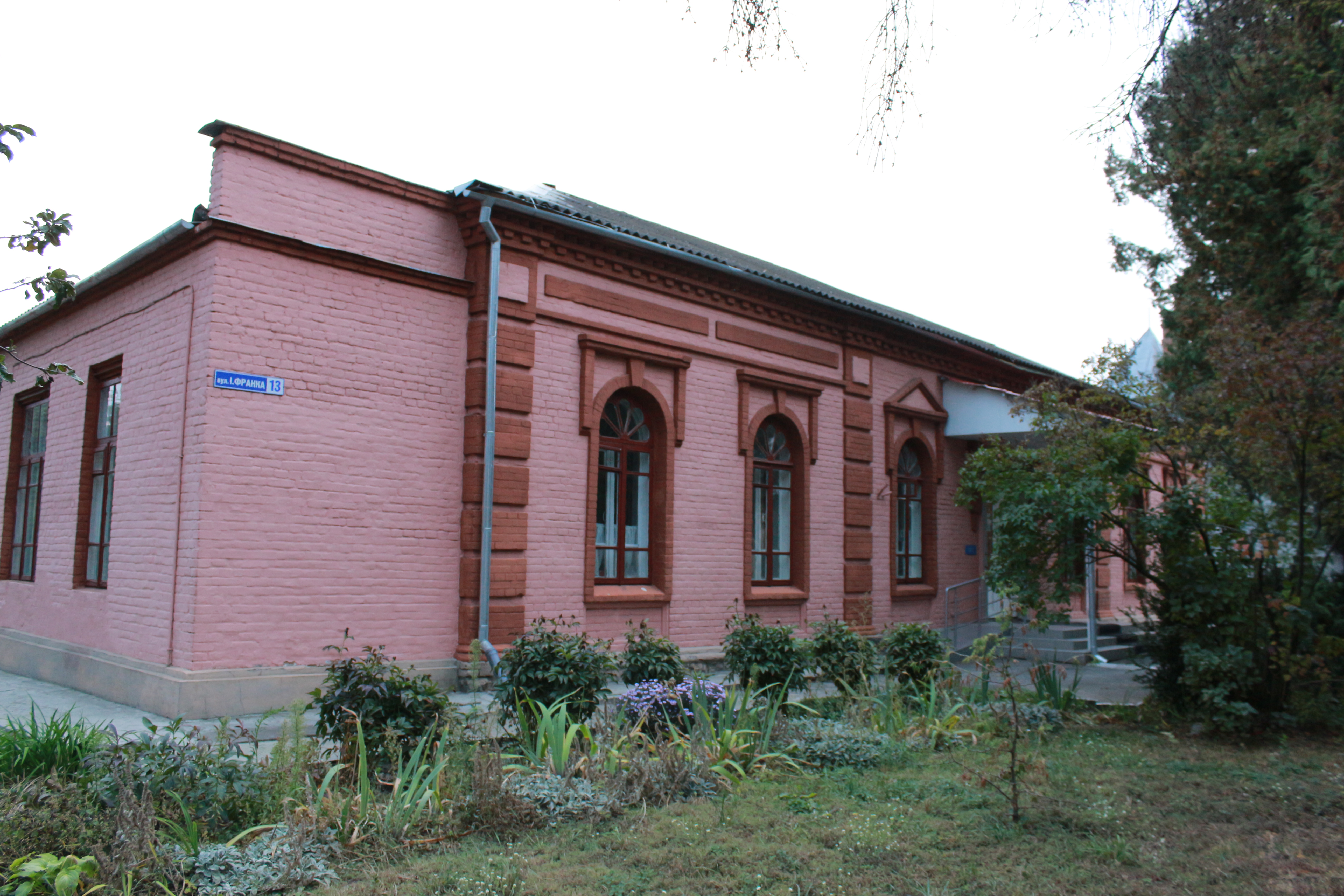
Франка, 13
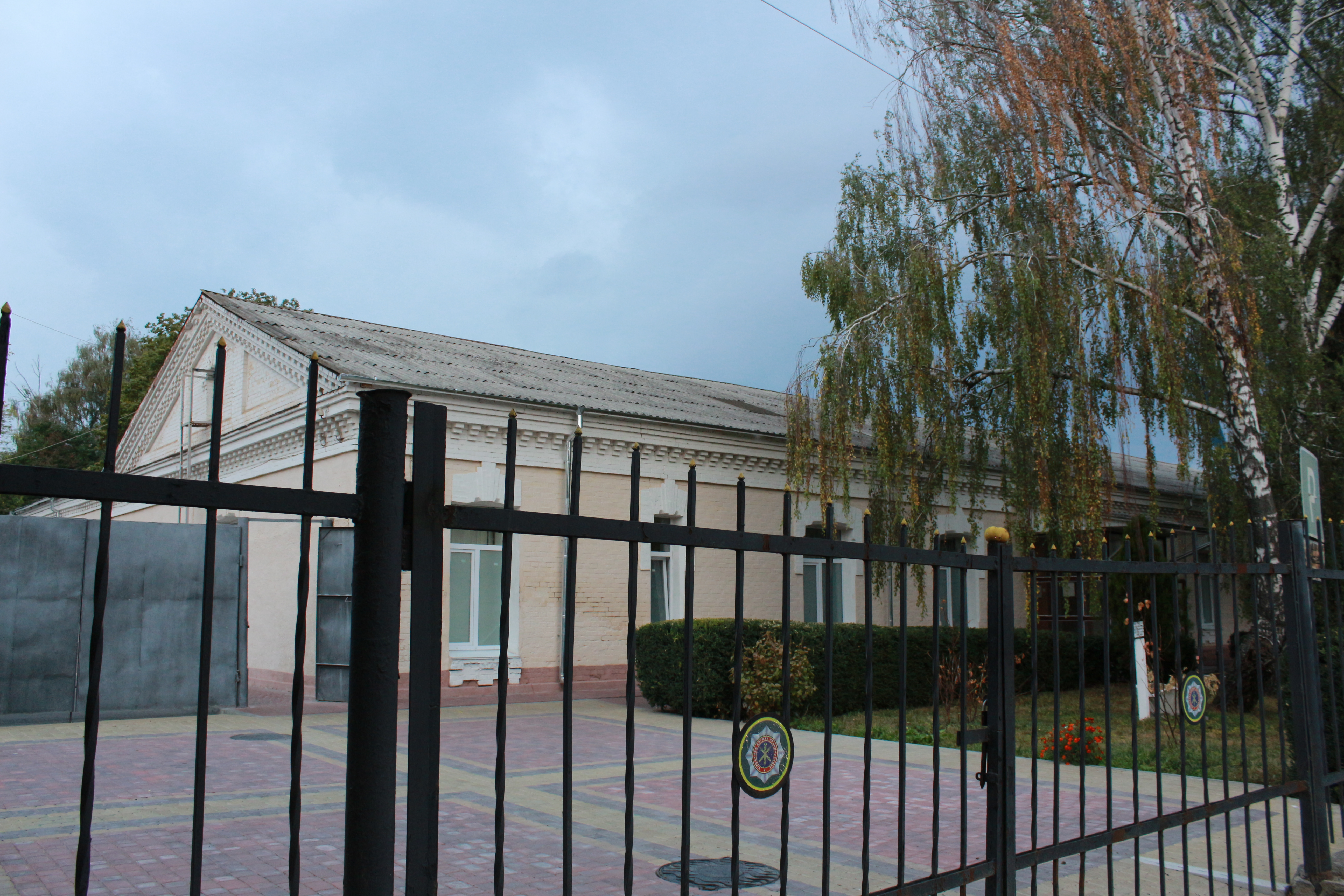
Франка, 30 — комендатура (ВСП)
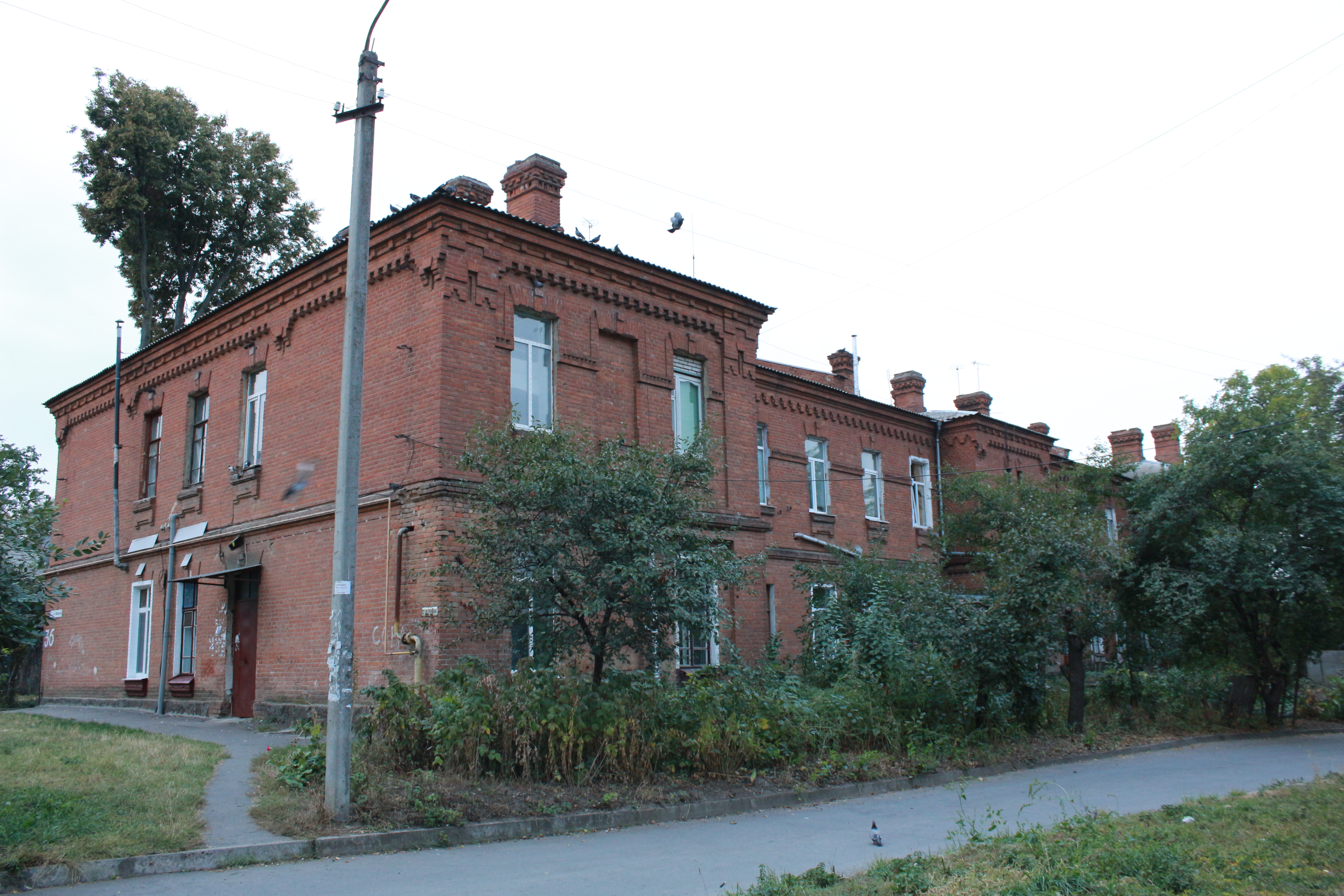
Франка, 36
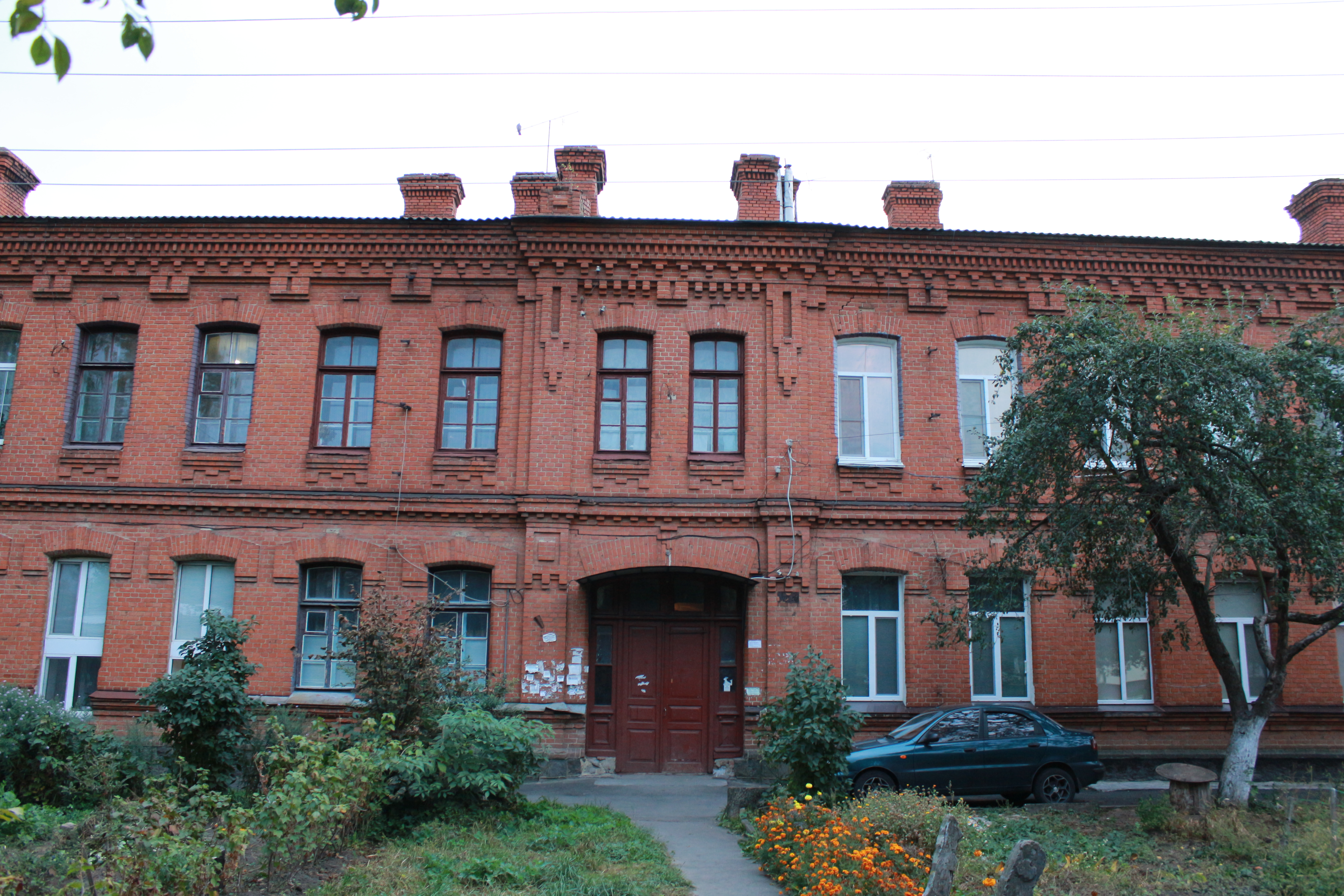
Франка, 39
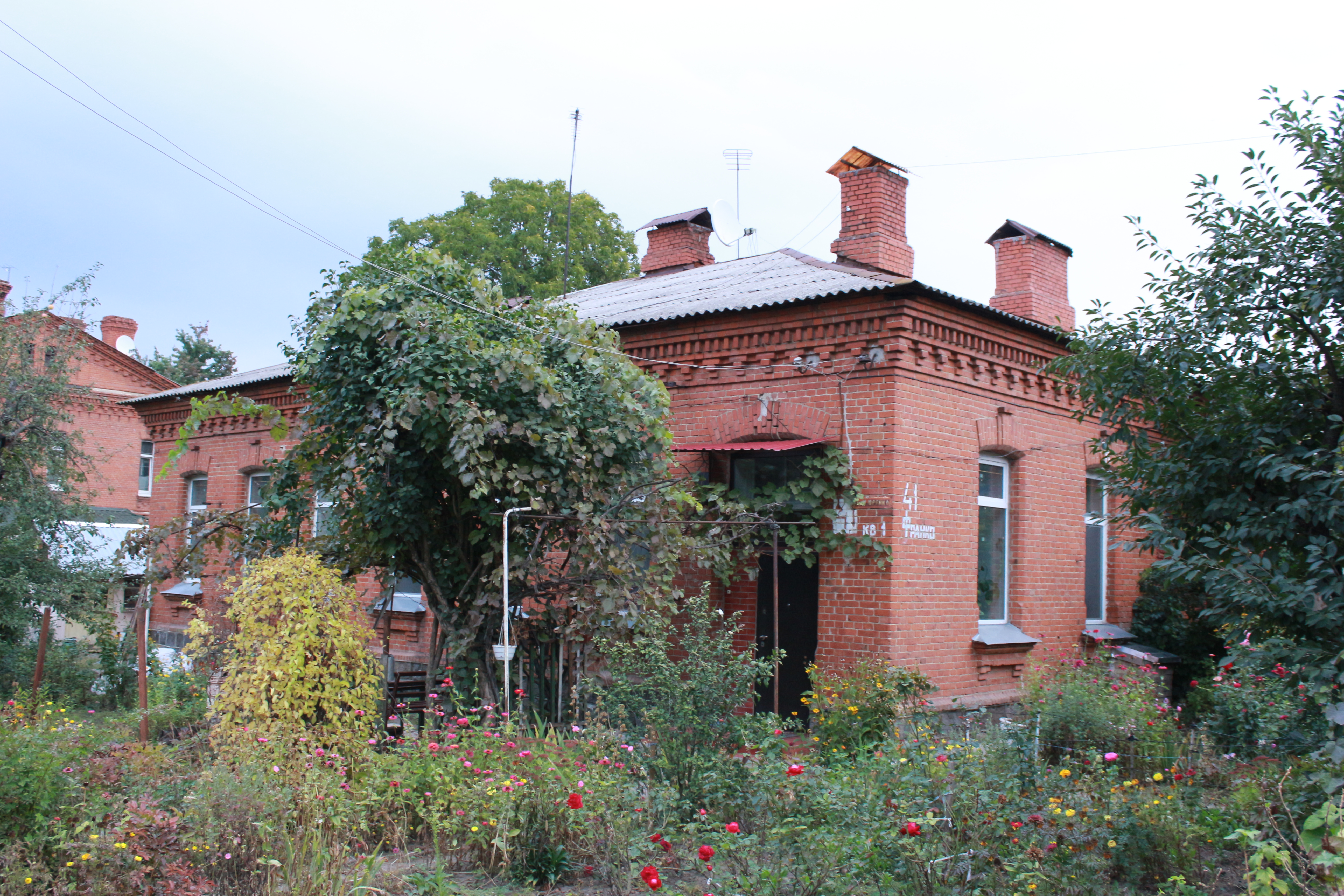
Франка, 41
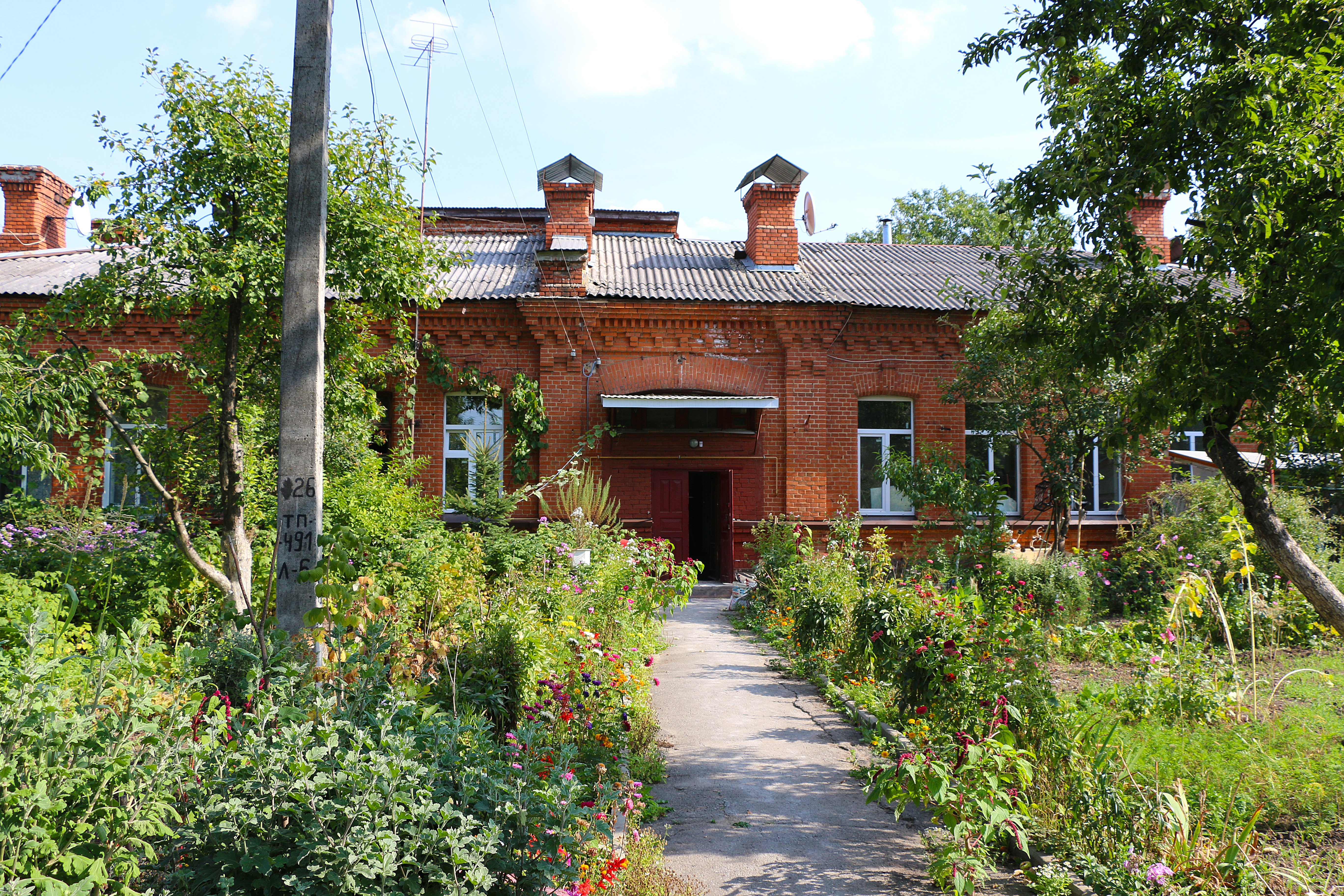
Франка, 43
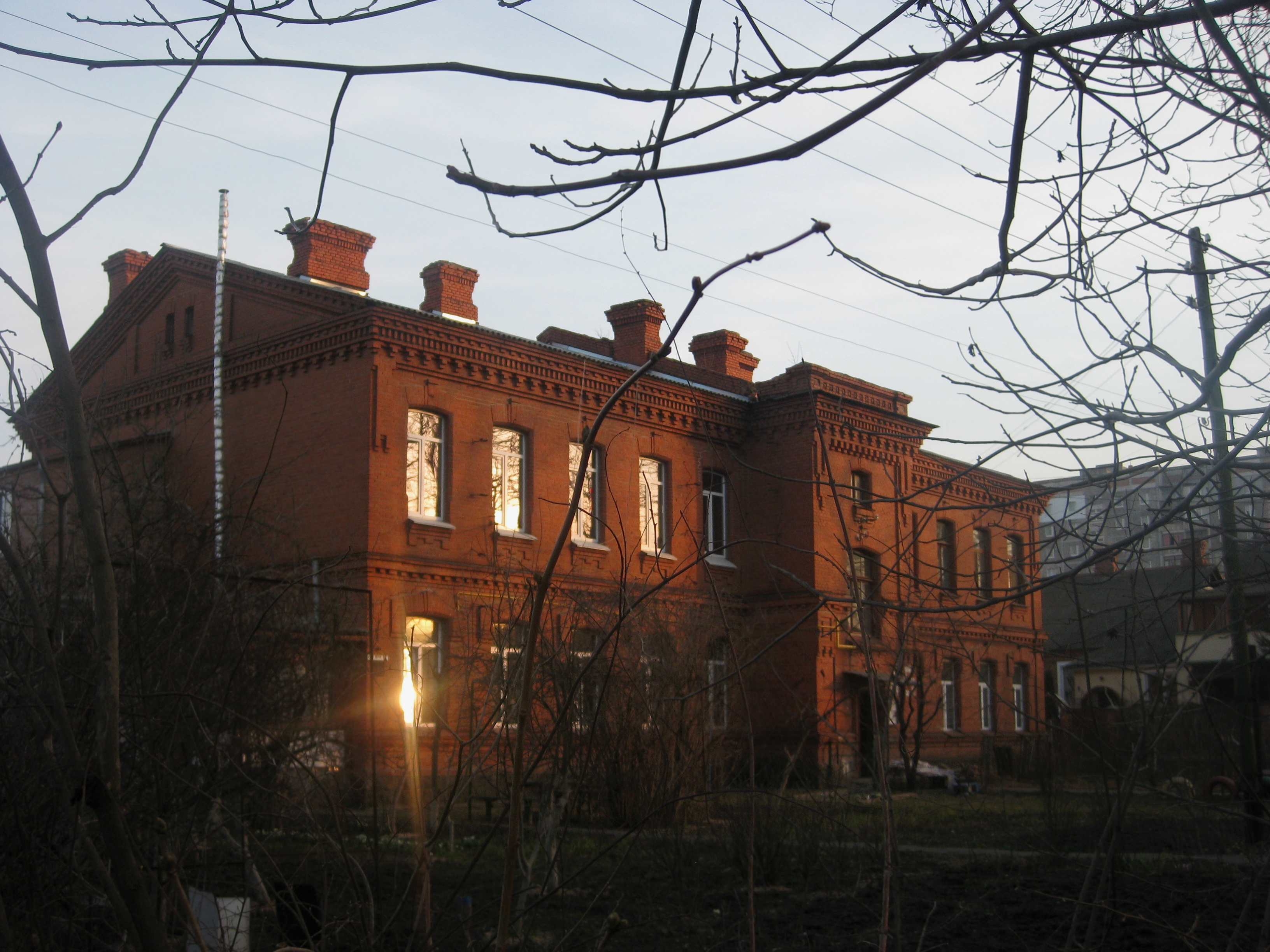
Франка, 45
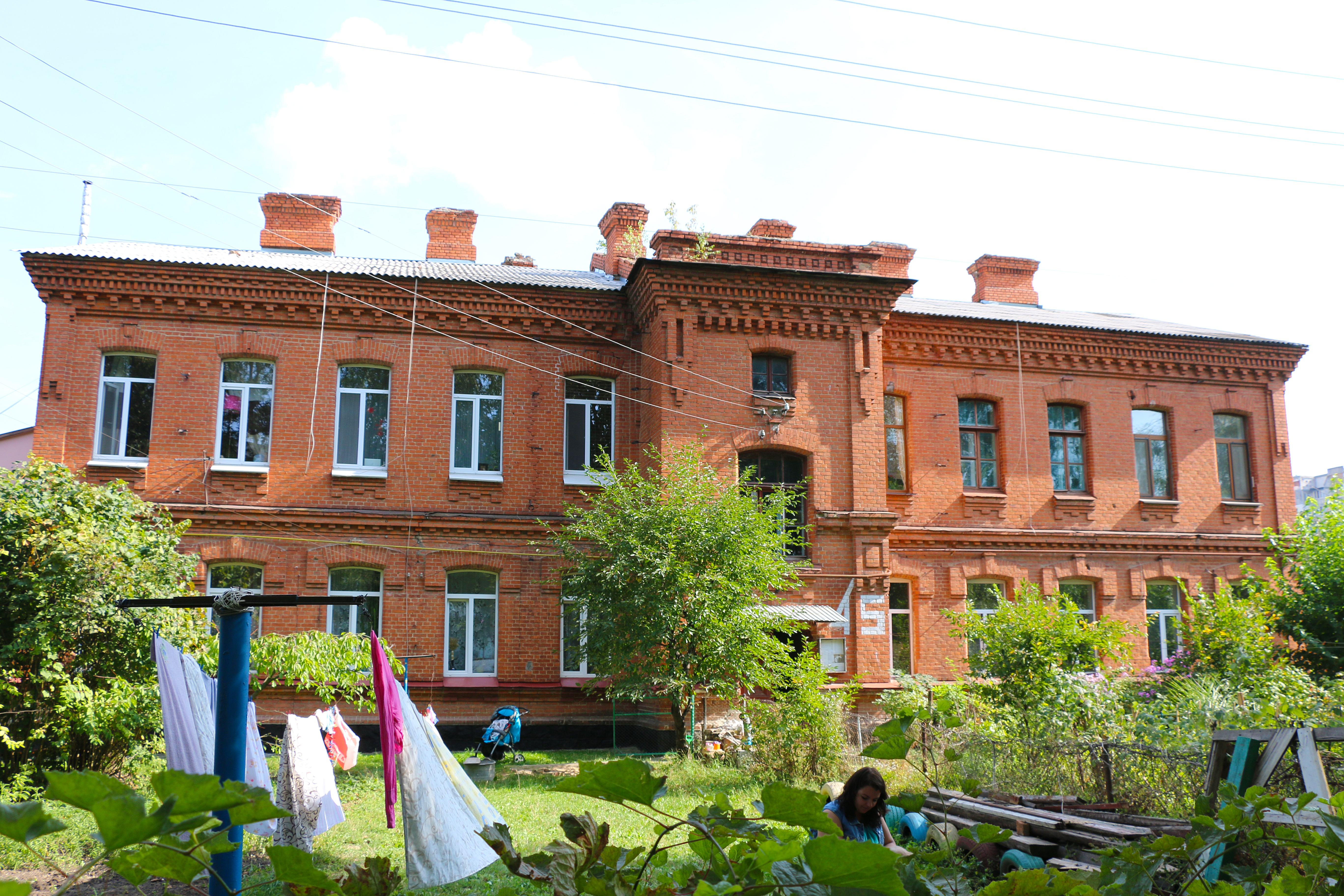
Франка, 45
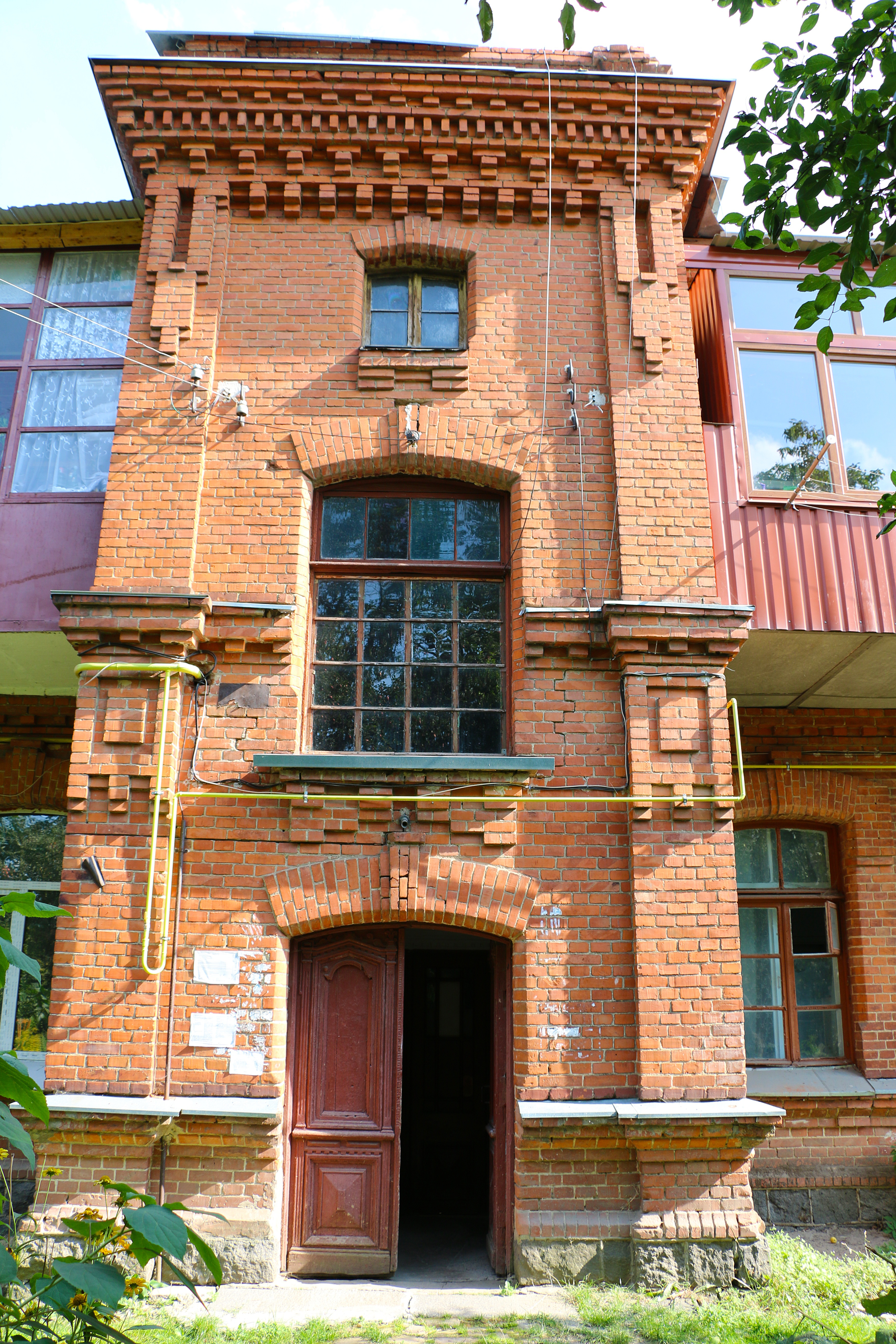
Фронтон будинку по вул. Франка, 49